# Claudio Descalzi

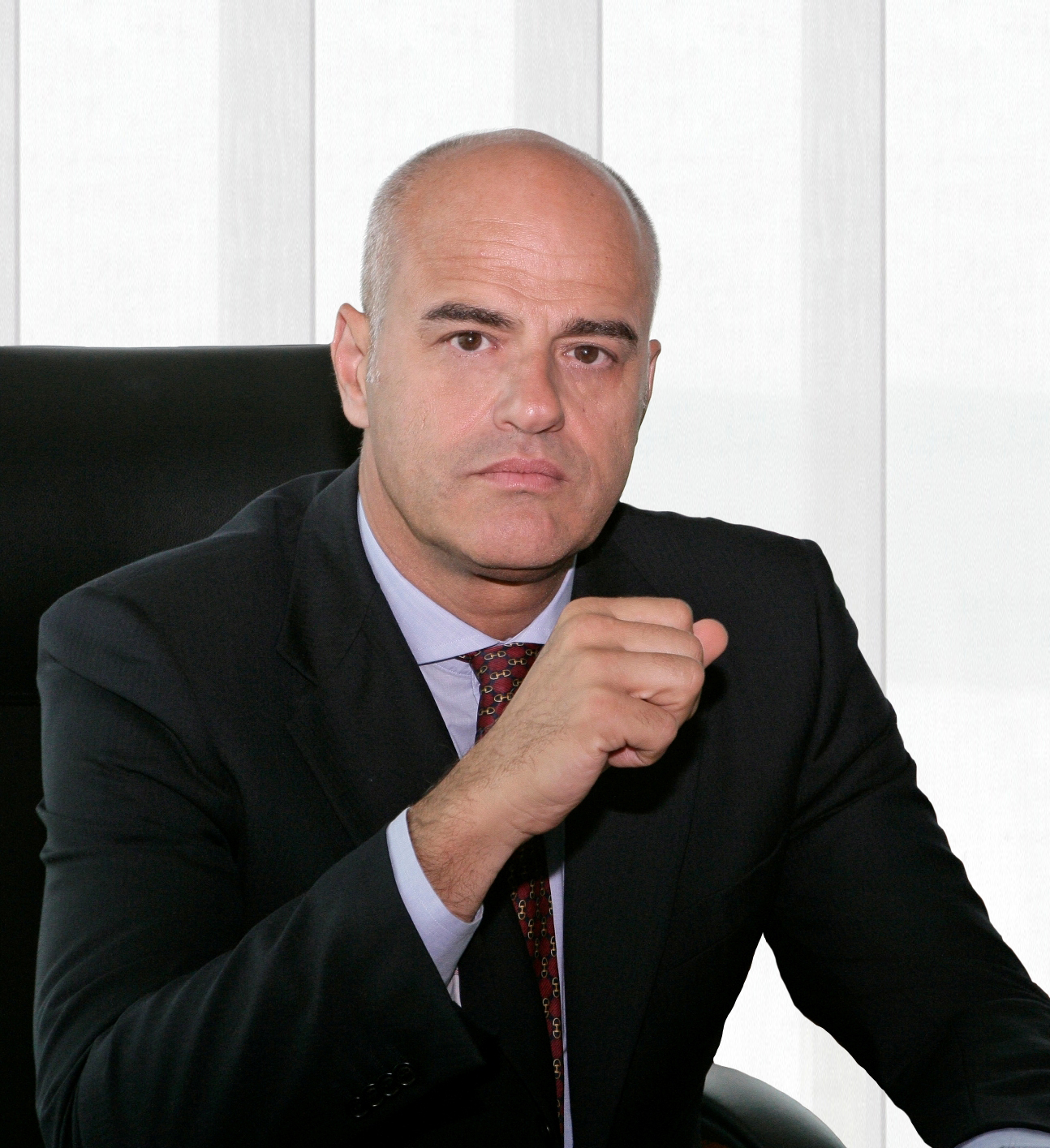
Claudio Descalzi

Claudio Descalzi, född 27 februari 1955 i Milano, är en italiensk företagsledare som är VD för det multinationella petroleumbolaget Eni S.p.A. sedan 2014. Han har arbetat inom Eni sen 1981 och haft chefsbefattningar sedan 1990.
Den 8 februari 2017 blev han, nio andra personer, Eni och Royal Dutch Shell plc åtalade för korruption rörande en transaktion på $1,3 miljarder som ska ha använts i syfte att komma över en licens för prospektering i Nigeria. Den nämnda licensen är till ett område som kallas "OPL 245" och ska ha uppemot nio miljarder fat petroleum och anses vara en av de mest eftertraktade i landet. De inblandade hävdar att transaktionen var till den nigerianska staten men åklagare menade att den gick istället till den före detta nigerianska oljeministern Dan Etete. Den 17 mars 2021 friades Descalzi samt alla andra tilltalade från korruptionsanklagelser av domstolen i Milano. Frikännandet blev slutgiltigt den 19 juli 2022.
Descalzi avlade en kandidatexamen i fysik vid Università degli Studi di Milano.